# Vully-les-Lacs
Vully-les-Lacs est une commune suisse du canton de Vaud, située dans le district de la Broye-Vully.

## Géographie
La majeure partie de Vully-les-Lacs se situe sur les flancs du Vully et s'étend au sud dans la plaine de la Broye. La commune est riveraine du  lac de Morat, mais également du lac de Neuchâtel, c'est d'ailleurs de cette particularité que la commune a tiré son nom, de même que ses armoiries. Vully-les-Lacs partage ses frontières avec les communes vaudoises de Cudrefin (nord) et d'Avenches (sud), et fribourgeoises du Mont-Vully (est), de Delley-Portalban et de Saint-Aubin (ouest).

## Histoire
Lors des référendums du 29 novembre 2009, les communes de Bellerive, Chabrey, Constantine, Montmagny, Mur, Vallamand et Villars-le-Grand  ont  validé une fusion pour former la nouvelle commune qui a vu le jour le 1er juillet 2011.

## Population et société

### Gentilé et surnom
Les habitants de Vully se nomment les Vulliérains. 
Ils sont surnommés les Marmets, c'est-à-dire les marchands de légumes.

### Démographie

#### Pyramide des âges
En 2020, le taux de personnes de moins de 30 ans s'élève à 31,2 %, au-dessous de la valeur cantonale (35 %). Le taux de personnes de plus de 60 ans est quant à lui de 24,8 %, alors qu'il est de 21,9 % au niveau cantonal.
La même année, la commune compte 1 668 hommes pour 1 680 femmes, soit un taux de 49,8 % d'hommes, supérieur à celui du canton (49,1 %).
| Hommes | Classe d’âge | Femmes |
| ------ | ------------ | ------ |
| 0,7    | 90 ans ou +  | 1,4    |
| 6,1    | 75 à 89 ans  | 7,9    |
| 16,9   | 60 à 74 ans  | 16,6   |
| 22,5   | 45 à 59 ans  | 21,5   |
| 21,9   | 30 à 44 ans  | 22,1   |
| 14,2   | 15 à 29 ans  | 13,7   |
| 17,7   | - de 14 ans  | 16,7   |

| Hommes | Classe d’âge | Femmes |
| ------ | ------------ | ------ |
| 0,5    | 90 ans ou +  | 1,4    |
| 6,1    | 75 à 89 ans  | 8,2    |
| 13,3   | 60 à 74 ans  | 14,3   |
| 21,5   | 45 à 59 ans  | 21,2   |
| 22,0   | 30 à 44 ans  | 21,4   |
| 19,6   | 15 à 29 ans  | 18,0   |
| 16,9   | - de 14 ans  | 15,5   |

### Pyramide des âges
En 2020, le taux de personnes de moins de 30 ans s'élève à 31,2 %, au-dessous de la valeur cantonale (35 %). Le taux de personnes de plus de 60 ans est quant à lui de 24,8 %, alors qu'il est de 21,9 % au niveau cantonal.
La même année, la commune compte 1 668 hommes pour 1 680 femmes, soit un taux de 49,8 % d'hommes, supérieur à celui du canton (49,1 %).
| Hommes | Classe d’âge | Femmes |
| ------ | ------------ | ------ |
| 0,7    | 90 ans ou +  | 1,4    |
| 6,1    | 75 à 89 ans  | 7,9    |
| 16,9   | 60 à 74 ans  | 16,6   |
| 22,5   | 45 à 59 ans  | 21,5   |
| 21,9   | 30 à 44 ans  | 22,1   |
| 14,2   | 15 à 29 ans  | 13,7   |
| 17,7   | - de 14 ans  | 16,7   |

| Hommes | Classe d’âge | Femmes |
| ------ | ------------ | ------ |
| 0,5    | 90 ans ou +  | 1,4    |
| 6,1    | 75 à 89 ans  | 8,2    |
| 13,3   | 60 à 74 ans  | 14,3   |
| 21,5   | 45 à 59 ans  | 21,2   |
| 22,0   | 30 à 44 ans  | 21,4   |
| 19,6   | 15 à 29 ans  | 18,0   |
| 16,9   | - de 14 ans  | 15,5   |

## Administration
Le siège et le centre administratif de la commune se situent à Salavaux, dans les locaux de l'ancienne commune de Bellerive. Les réunions du Conseil communal se déroulent dans la salle polyvalente communale à Salavaux.

## Économie
Les villages de la commune sont encore fortement marqués par l’agriculture. Les agriculteurs et viticulteurs ont encore de nos jours un rôle essentiel dans la structure de la commune. Un vignoble s’étend notamment entre les villages de Bellerive, Chabrey, Cotterd, Constantine, Montmagny, Mur et Vallamand. Des postes de travail existent dans la commune, dans la petite industrie locale, l'artisanat et surtout dans le secteur des services ; la commune accueillant par exemple un établissement médico-social. Lors des dernières décennies, la région s’est développée en une cité-dortoir, les gens travaillant dans les grandes villes environnantes, notamment Berne, Fribourg et Neuchâtel. Le tourisme est également bien développé dans la commune, qui compte un hôtel et près de 200 chalets de vacances, un camping, ainsi qu'un port de plaisance situés à proximité des rives du lac de Morat, ainsi que quelques résidences de vacances et un petit port de plaisance aux abords des rives du lac de Neuchâtel, mais dont l'avenir à moyen terme est très incertain, car situés dans le périmètre de la réserve naturelle de la Grande Cariçaie.

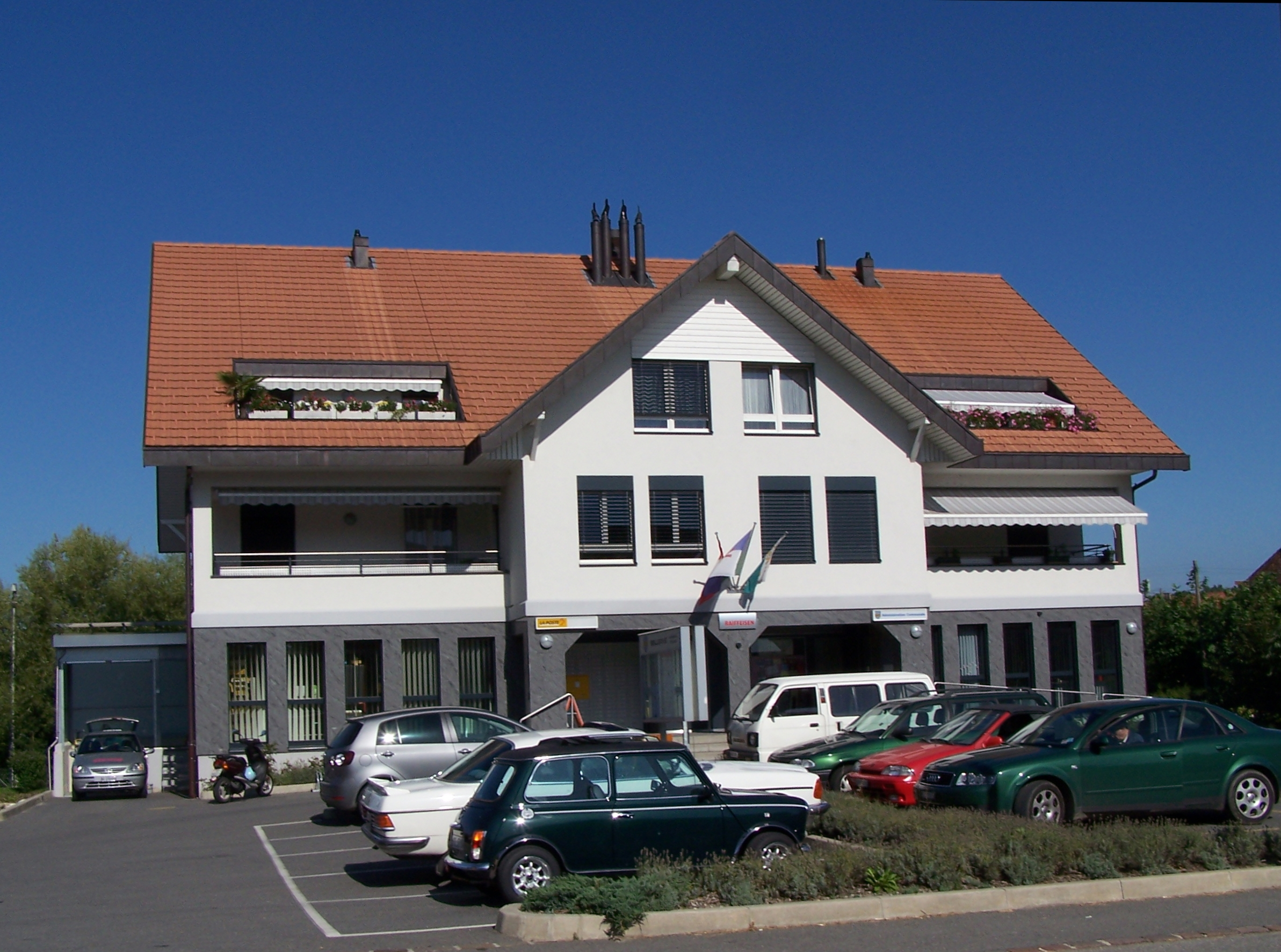
Maison communale à Salavaux.

## Transports
La sortie de l'autoroute A1 à Avenches se situe à moins de 5 km. Les gares les plus proches sont celles d’Avenches et d'Anet. Un service de bateaux relie Vallamand-Dessous à Morat. Depuis le 14 décembre 2014, le nombre des lignes du car postal et la cadence de ses horaires ont été augmentés. Le service du PubliCar est en revanche supprimé.

## Tourisme
Les activités touristiques de la commune sont orientées vers la nature, avec le Sentier viticole du Vully (sentier didactique qui traverse le vignoble), la plage de sable de Salavaux et le réseau de sentiers pour la randonnée pédestre et à vélo. Le château d'eau de Montmagny offre une vue panoramique à 360° sur les Trois-Lacs, les vignobles et les Alpes. Le petit Musée de la tonnellerie et du vin se situe à Vallamand. La commune possède également 5 fours banaux où sont cuits, plusieurs fois dans l'année, les gâteaux du Vully.

### Manifestations
- Le « slowUp (de) » est un événement national dont le but est de motiver la population à plus d'exercice physique. Le dernier dimanche du mois d’avril, tout le tour du lac de Morat (32 km) est interdit à la circulation automobile pour permettre aux gens d'en faire le tour à l'aide de véhicules à propulsion humaine.
- Caves Ouvertes du Vully (Pentecôte)
- Chenevières-sur-Scène (juillet-août)
- Balade Gourmande de Vully-les-Lacs (3e dimanche de juillet)
- Comptoir Vully-Avenches (dernier week-end d'octobre, tous les deux ans).
- Rock The Lakes (premier festival de rock métal de Suisse romande - 19-20-21 août 2022)[5]

## Sites palaffitiques
Chabrey–Pointe de Montbec I, est le nom d'un site palafittique préhistorique, situé sur les rives du lac de Neuchâtel, en bordure de la réserve naturelle de la Grande Cariçaie, et à proximité du village de Chabrey. Le site a été classé le 27 juin 2011 au patrimoine mondial de l'UNESCO, avec 110 autres sites lacustres du Néolithique dans les Alpes. Le site, situé dans un environnement naturel préservé, est une vaste station du Bronze final. La structure architecturale est très régulière avec des bâtiments disposés perpendiculairement à la rive et protégés par un système quadrangulaire de palissades (100 × 70 m). On distingue au moins deux phases de constructions. Dans le lac se trouvent les pilotis encore bien préservés, ils sont en relation avec une strate archéologique déposée au large du rivage.
Mur–Chenevières de Guévaux I Ce site du Bronze ancien se situe près du hameau de Guévaux. Il est conservé en terrain émergé sous une faible épaisseur de sédiments. Les couches et le matériel archéologiques sont bien préservés sous des colluvions. Cet habitat a occupé une baie exposée au sud, sur la rive nord du lac de Morat. Le site a également été classé le 27 juin 2011 au patrimoine mondial de l'UNESCO.

## Personnalités
- Ernest Failloubaz (27 juillet 1892 à Avenches - 14 mai 1919 à Lausanne) : premier pilote d'avion suisse.
- René Grandjean (12 novembre 1884 à Bellerive - 14 avril 1963 à Lausanne) : constructeur d'avions et pilote suisse.

## Héraldique
« Écartelé d'azur, d'argent, de sinople et d'azur, à sept besants d'or posés en grappe brochant, le rang supérieur senestré d'une tige en forme de lettre V au naturel. »